# Mase (Valais)
Mase (oficialmente hasta 1902 Mage) fue hasta el 31 de diciembre de 2010 una comuna suiza del cantón del Valais, localizada en el distrito de Hérens.
Desde el 1 de enero de 2011 parte de la comuna de Mont-Noble.

## Historia
El 24 de febrero de 2008, cayó al agua la fusión de las tres comunas de Vernamiège, Nax y Mase. Nax y Mase dijeron Si, mientras que Vernamière rechazó la propuesta con 67 votos contra 61 por el Si. Una segunda votación fue realizada el 7 de septiembre de 2008, en la que las tres comunas aceptaron la fusión que es efectiva desde el 1 de enero de 2011, la nueva comuna lleva el nombre de Mont-Noble.

## Geografía
El centro urbano de Mase se encuentra situada a 1340 m s. n. m., en la ribera derecha del río Borgne en el Val d'Hérens. La antigua comuna limitaba al norte con la comuna de Vernamiège, al este con Nax, al sur con Saint-Martin, y al oeste con Vex.